# William Eustis
William Eustis (Cambridge, 10 giugno 1753 – Boston, 6 febbraio 1825) è stato un politico e statistico statunitense.

## Biografia
Fu il sesto segretario alla Guerra degli Stati Uniti, sotto il presidente degli Stati Uniti d'America James Madison (4º presidente). Nato nello stato del Massachusetts studiò prima alla Boston Latin School e poi al Harvard College.
Durante la ribellione di Shays aiutò come chirurgo di campo. Fra le altre cariche politiche ricoperte quella di ambasciatore degli Stati Uniti per i Paesi Bassi durante gli anni 1814-1818. Alla sua morte il corpo venne seppellito all'Old Burying Ground, in Lexington.